# Accroche (musique)
Pour les articles homonymes, voir Hook.
Une accroche (en anglais hook), est un motif utilisé dans la musique populaire – souvent sous la forme d'un bref riff, passage ou idiotisme destiné à capter l'attention de l'auditeur. Le terme s'emploie généralement dans la pop, le rock, le hip-hop (Nate Dogg est l'exemple le plus connu du rap) et la dance. Dans ces genres musicaux, l'accroche se trouve souvent dans le refrain et parfois est le refrain lui-même. En général, l'accroche est mélodique ou rythmique et constitue le principal motif du morceau de musique.